# Nogliki járás

A Nogliki járás a Szahalini területen

A Nogliki járás (oroszul Городской округ Ногликский) Oroszország egyik járása a Szahalini területen. Székhelye Nogliki.

## Népesség
- 1989-ben 16 786 lakosa volt.
- 2002-ben 13 576 lakosa volt, akik főleg oroszok, nivh-ek, evenkik és orokok.
- 2010-ben 12 124 lakosa volt.